# Gerbilliscus
Gerbilliscus är ett släkte i underfamiljen ökenråttor med cirka tio arter som förekommer i Afrika. Gerbilliscus räknades tidigare som undersläkte till släktet Tatera men listas i nyare taxonomiska avhandlingar som självständigt släkte.

## Arter och utbredning
Enligt Wilson & Reeder (2005) utgörs släktet av 11 arter som är fördelade på två undersläkten.
- Undersläkte Gerbilliscus
  - Gerbilliscus boehmi, från Victoriasjön till centrala Zambia.
- Undersläkte Taterona
  - Gerbilliscus afra, sydvästra Sydafrika.
  - Gerbilliscus brantsii, från sydöstra Angola till östra Sydafrika.
  - Gerbilliscus guineae, från västra Senegal till norra Togo.
  - Gerbilliscus inclusa, mellan södra Tanzania och centrala Moçambique.
  - Gerbilliscus kempi, från Guinea till västra Etiopien och västra Kenya.
  - Gerbilliscus leucogaster, från södra Kongo-Kinshasa och centrala Tanzania till centrala Sydafrika.
  - Gerbilliscus nigricauda, i Kenya och angränsande delar av Etiopien, Somalia och Tanzania.
  - Gerbilliscus phillipsi, i västra Etiopien och norra Somalia.
  - Gerbilliscus robusta, från sydöstra Niger och centrala Sudan till centrala Tanzania.
  - Gerbilliscus valida, från centrala Sudan till Angola och Zambia.

IUCN listar ytterligare en art, Gerbilliscus gambiana. Populationen räknas av Wilson & Reeder till Gerbilliscus kempi.

## Utseende
Arterna liknar andra ökenråttor i utseende. De når en kroppslängd (huvud och bål) av 9 till 20 cm och en svanslängd av 12 till 25 cm. Vikten varierar mellan 30 och 227 gram. Den mjuka pälsen har på ovansidan en gulbrun, gråbrun eller svartbrun färg. Buken och fötterna är vitaktiga. Många arter har vid svansens slut en tofs av långa hår. Bakfötterna är på undersidan inte täckta av hår.

## Ekologi
Habitatet utgörs av torra savanner, sandytor, öppna skogar och jordbruksmark eller trädgårdar. Individerna är främst aktiva på natten. De går allmänt på fyra fötter med kan göra 1,5 meter höga hopp. Gerbilliscus gräver enkla jordhålor för korta vistelser och mera komplexa tunnelsystem där de stannar längre tider. Födan utgörs av gröna växtdelar samt av rötter, frön och några insekter.
Fortplantningssättet är inte helt utrett. Honor kan para sig under regntiden eller hela året. Dräktigheten varar 22 till 30 dagar beroende på art och per kull föds upp till 13 ungar.
IUCN listar alla arter som livskraftiga (LC).